# Dongfeng Peugeot-Citroën Automobile
Dongfeng Peugeot-Citroën, anteriormente denominada Dongfeng Peugeot-Citroën Automobile (DPCA), é uma joint venture entre a Dongfeng Motor Corporation e a PSA com sede em Wuhan, provincial de Hubei, China.
Produz atualmente os seguintes modelos:
- Citroën Fukang,
- Citroën Xsara
- Citroën Xsara Picasso
- Citroën Elysée
- Peugeot 307
- Citroën C4
- Citroën C2